# Домниковский переулок
Домниковский переулок — улица в центре Москвы в Красносельском районе от проспекта Академика Сахарова до Орликова переулка.

## Происхождение названия
Безымянный проезд получил название в июне 2021 года с целью сохранения исторического топонима, поскольку расположенная в этом районе историческая «Домниковская улица» в 1962 году была переименована в улицу Маши Порываевой.

## Описание
Улица начинается от проспекта Академика Сахарова между домами №№ 1 и 3 в Орликовом переулке, проходит на юго-восток до Орликова переулка параллельно улице Архитектора Великовского.